# Suppiluliuma I
Suppiluliuma I, Suppiluliumas I (1380 p.n.e.-1340 p.n.e.) – król Hetytów od ok. 1380 p.n.e., syn Tudhaliji III, twórca hetyckiej potęgi wojskowej, prowadził zwycięskie wojny, zajął większą część Syrii wypierając Hurytów, pokonał państwo Mitanni, opanował Karkemisz – ważną twierdzę nad Eufratem.

## Objęcie władzy
Syn Tudhaliji III oraz jednej z jego żon niższej rangi. Po śmierci Tudhaliji III zamordowany został następca tronu i przyrodni brat Suppilulimy I. Według źródeł zamach miał być inspirowany przez Suppiluliumę. 

## Wojna zMitanni
Hetyci poza walkami w Anatolii mieli dwa główne kierunki ekspansji zewnętrznej: w stronę wybrzeża Morza Egejskiego oraz do Syrii i Mezopotamii (Mitanni). Supppilulima I głównym celem swoich wypraw uczynił osłabione niepokojami wewnętrznymi Mitanni. Pomimo początkowych niepowodzeń trzecia wyprawa zakończyła się zdobyciem stolicy Waszuganni. Zmusił też wcześniejszych wasali Tuszratty do uznania swojej władzy. Osłabienie Egiptu, sojusznika Mitanii umożliwiło mu przejecie: Ugarit, kraju Amurru i Kadesz.
Przewrót pałacowy w Mitanni - zamordowanie Tuszratty i objęcie tronu przez Artatamę II - dał pretekst do kolejnej wojny. Mitanni zostało pokonane, a nowy król Szattiwaza został wasalem Hetytów.

## Relacje z Egiptem
Podczas oblężenia Karkemisz wdowa po faraonie Echnatonie, królowa Nefretete, zwróciła się do Suppiluliumy z propozycją zawarcia małżeństwa z jednym z jego synów (według innych źródeł mariaż proponowała córka Nefretete i Echnatona - Anchesenamon). Krok taki umożliwiał utworzenie wspólnego, egipsko-hetyckiego imperium. Na skutek śmierci wysłanego do Egiptu syna Suppiluliumy, Zannanzasa, do planowanego małżeństwa nie doszło. W następstwie tych wydarzeń Suppiluliuma zaatakował wasali Egiptu. 
Podczas kampanii w hetyckim obozie wybuchła epidemia, która zdziesiątkowała armię oraz spowodowała śmierć Suppiluliumy i jego starszego syna-następcy Arnuwandy II. Wtedy królem Hetytów został jego młodszy syn - Mursili II.